# 徐鎋

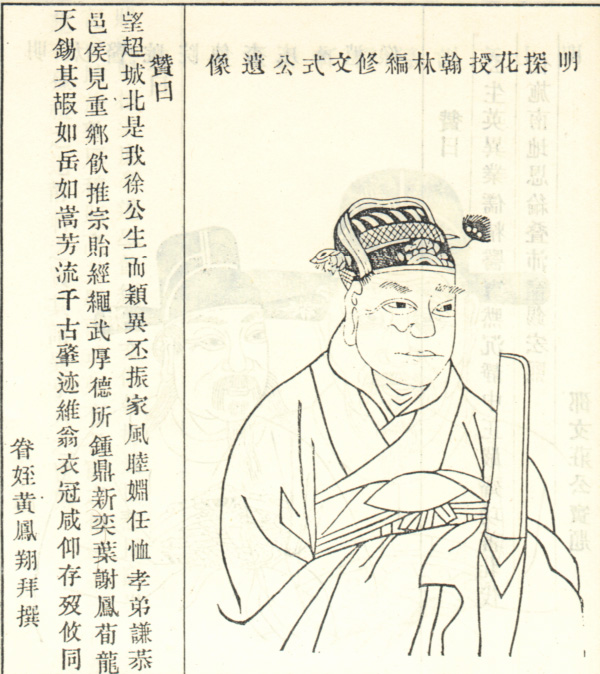
徐鎋

徐鎋（1422年—？），又作徐轄，字文轼，江蘇武進人，明朝政治人物、探花。

## 生平
景泰元年（1450年）庚午科應天鄉試中舉。景泰五年，登進士一甲第三名（探花），授翰林院編修，曾經參與編撰明實錄。為人嗜好饮酒。